# Gentōsha
Gentōsha Inc. (jap. 株式会社幻冬舎 Kabushiki-gaisha Gentōsha) – japońskie wydawnictwo z główną siedzibą w dzielnicy Shibuya w Tokio, założone 12 listopada 1993.
Wydawnictwo znane jest z wydawania magazynu „Gekkan Birz”, który ukazywał się w latach 1986–2018. W tym magazynie ukazywały się rozdziały takich serii jak Rappa, Axis Powers Hetalia, Tokyo Toy Box czy Demon Maiden Zakuro.
Ponadto wydawnictwo zajmuje się wydawaniem takich magazynów jak „Goethe”, „papyrus” czy „Ginger”.